# Matthias Keller (Journalist)
Matthias Keller (* 1956 in Bremen) ist ein deutscher Musikjournalist, Musiker und Arrangeur.

## Leben
Matthias Keller, der an der Musikhochschule München Klavier, Musikpädagogik und Kirchenmusik studierte, ist neben seiner künstlerischen Tätigkeit als Autor und Produzent für den Bayerischen Rundfunk, den Hessischen Rundfunk, den Norddeutschen Rundfunk tätig.
Als Musikjournalist veröffentlicht er in der Süddeutschen Zeitung, Fono Forum, Klassik Heute, Opernwelt, Münchner Abendzeitung und der Berner Zeitung. Keller unterrichtete an der Staatlichen Hochschule für Musik München, Geschichte und Ästhetik der Filmmusik. Regelmäßige Workshops und Seminare, u. a. für das ZDF und das Deutsche Goethe-Institut, führten ihn bis nach Ghana. 1996 erschien sein Filmmusik-Buch „Stars and Sounds: Filmmusik - die dritte Kinodimension“ (Bärenreiter/Bosse). Ein Jahr zuvor veröffentlichte der Hessische Rundfunk seine 16-teilige Reihe über die „Spielarten der Filmmusik“ unter dem Titel „Sounds of Cinema“ als CD-Box (TR-Verlagunion).
Seine persönlichen Kontakte zu Filmkomponisten wie Angelo Badalamenti, John Barry, Bruce Broughton, Patrick Doyle, Elliot Goldenthal, James Newton Howard, Howard Shore, David Raksin, Ennio Morricone, Laurence Rosenthal, Enjott Schneider, Hans Zimmer, Don Davis, John Debney, Alan Silvestri, Mark Mancina machen ihn zu einem der führenden Journalisten in diesem Bereich. Hinzu kommt sein breitgefächertes Musikwissen, das neben Orgel- und Klavierliteratur auch Bereiche wie Vokal, Ethno, Crossover und Improvisation umfasst. 2004 organisierte Keller das Deutschland-Debüt des Filmkomponisten Ennio Morricone unter dem Titel „Morricone dirigiert Morricone“ in der Münchner Philharmonie. Im Oktober 2011 hielt Keller anlässlich einer Preisverleihung beim 14. eDIT Filmmaker’s Festival im Schauspiel Frankfurt die Laudatio auf den Filmkomponisten James Horner. Im Frühjahr 2015 führte er mit Horner in Luzern eines der letzten großen Video-Interviews mit dem Filmkomponisten vor dessen tragischem Flugzeug-Absturz fam 23. Juni desselben Jahres.
Matthias Keller ist Mitarbeiter des Lexikons Komponisten der Gegenwart und Jurymitglied beim „Preis der deutschen Schallplattenkritik“ für Filmmusik.
Ab April 2000 war er Redakteur beim Bayerischen Rundfunk (BR-Klassik), wo er u. a. die Filmmusiksendung Cinema – Kino für die Ohren ins Leben rief und redaktionell betreute. Seine letzte „Cinema“-Sendung moderierte er am 3. Juli 2022.
Außerdem ist er als Arrangeur und Komponist tätig. So schrieb er u. a. das Finale zum Auftaktkonzert der Fußball-WM 2006 – „3 Orchester und Stars“  – im Münchner Olympiastadion. Ausführende waren das Bayerische Staatsorchester unter Zubin Mehta, die Münchner Philharmoniker unter Christian Thielemann, das Symphonieorchester des Bayerischen Rundfunks, Leitung Mariss Jansons, sowie Placido Domingo, Diana Damrau und der Pianist Lang Lang.
Auch mit Gesangs-Solisten wie Sarah Connor, Max Mutzke, Cassandra Steen, Tim Bentzko, Nico Santos und Tony Henry arbeitete Keller als Arrangeur zusammen. Als Klavierinterpret war Matthias Keller der erste, der 2016 Johann Sebastian Bachs Goldbergvariationen (BWV 988) auf einem Digitalflügel (Yamaha AvantGrand N3) für eine CD eingespielt hat.